# Agrosoma terebra
Agrosoma terebra är en insektsart som beskrevs av Medler 1960. Agrosoma terebra ingår i släktet Agrosoma och familjen dvärgstritar. Inga underarter finns listade i Catalogue of Life.